# Топшем (Мен)
Топшем (англ. Topsham) — місто (англ. town) в США, в окрузі Саґадагок штату Мен. Населення — 9560 осіб (2020).

## Демографія
Згідно з переписом 2010 року, у місті мешкали 8784 особи в 3720 домогосподарствах у складі 2453 родин. Було 4167 помешкань
Расовий склад населення:
| - 96,1 % — білих - 1,3 % — азіатів - 0,8 % — чорних або афроамериканців - 0,3 % — корінних американців |

До двох чи більше рас належало 1,2 %. Частка іспаномовних становила 1,6 % від усіх жителів.
За віковим діапазоном населення розподілялося таким чином: 20,6 % — особи молодші 18 років, 60,6 % — особи у віці 18—64 років, 18,8 % — особи у віці 65 років та старші. Медіана віку мешканця становила 45,2 року. На 100 осіб жіночої статі у місті припадало 90,3 чоловіків;  на 100 жінок у віці від 18 років та старших — 86,9 чоловіків також старших 18 років.
Середній дохід на одне домашнє господарство  становив 78 672 долари США (медіана — 73 937), а середній дохід на одну сім'ю — 85 874 долари (медіана — 81 007). Медіана доходів становила 53 879 доларів для чоловіків та 42 816 доларів для жінок. За межею бідності перебувало 8,1 % осіб, у тому числі 17,6 % дітей у віці до 18 років та 5,5 % осіб у віці 65 років та старших.
Цивільне працевлаштоване населення становило 4684 особи. Основні галузі зайнятості: освіта, охорона здоров'я та соціальна допомога — 28,7 %, виробництво — 15,5 %, роздрібна торгівля — 15,1 %.